# Joël Mesot
Joël François Mesot (né le 31 août 1964) est un physicien et universitaire suisse. Il est président de l'École polytechnique fédérale de Zurich.

## Biographie
Joël Mesot naît à Genève, en Suisse, où il a grandi. Il étudie la physique à l'École polytechnique fédérale de Zürich de 1984 à 1989, puis il effectue des études doctorales dans la même université ainsi qu'à l'Institut Laue-Langevin à Grenoble. En 1992, il obtient un doctorat en physique (Dr. sc. Nat.) de l'EPFZ avec une thèse sur les supraconducteurs à haute température dirigée par Albert Furrer. Par la suite, il rejoint l'Institut Paul Scherrer (IPS) en tant que chercheur dans le domaine de la diffusion de neutrons. Il poursuit ses recherches à l'Argonne National Laboratory de Chicago en réalisant des expériences de spectroscopie photoélectronique résolue en angle (ARPES). En 1999, il retourne à l'IPS, où il est du laboratoire d'investigation de la diffusion neutronique. En 2007, il devient président de la Commission de recherche de l'IPS. En août 2008, il est promu à la tête de l'ensemble des opérations de l'IPS en tant que directeur. Parallèlement, il est nommé professeur ordinaire à l'ETHZ ainsi qu'à l'EPFL.  Il est membre du Conseil des EPF depuis 2010, et administrateur du comité du prix Marcel Benoist.. Depuis janvier 2019, il est président de l'EPFZ, le premier originaire de Suisse romande. Il parle couramment le français, l'allemand et l'anglais.

## Distinctions
- 1995 : Prix IBM de la Société suisse de physique pour le travail exceptionnel dans les études spectroscopiques neutroniques du champ cristallin dans les supraconducteurs à haute teneur en Tc.
- 2002 : Prix Latsis de l'EPFZ pour sa contribution exceptionnelle à l'étude des supraconducteurs à haute température par diffusion de neutrons et spectroscopie photoélectronique résolue en angle[7].